# پنتامتیل‌بنزن
پنتامتیل‌بنزن (به انگلیسی: Pentamethylbenzene) یک ترکیب شیمیایی است. 